# Jaroslav Doleček

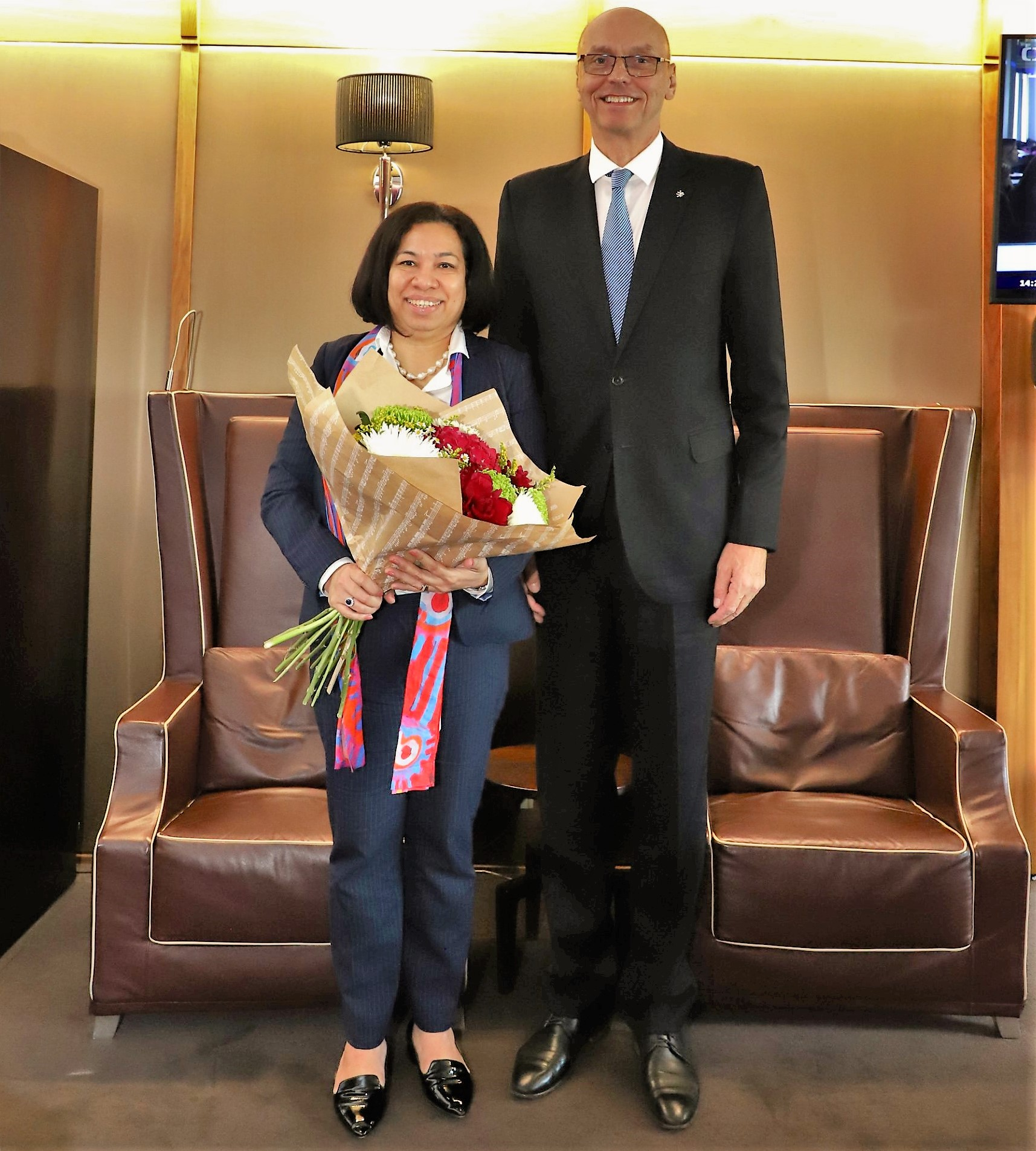
Osttimors Außenministerin Adaljíza Magno und Jaroslav Doleček (2022)

Jaroslav Doleček (* 17. März 1956) ist ein tschechischer Diplomat.

## Werdegang

### Ausbildung
Doleček erhielt von der Fakultät für Bauingenieurwesen der Tschechischen Technischen Universität Prag einen Master-Titel. Außerdem absolvierte er ein Postgraduiertenstudium an der britischen Open University in Milton Keynes. Dazu kam eine Ausbildung an der Diplomatischen Akademie II. des Außenministeriums der Tschechischen Republik.

### Berufliche Karriere
Von 1984 bis 1987 war Doleček Leiter der Abteilung für Investitionen der Kunsthandwerksgenossenschaft SOLUNA. Danach war er bis 1990 an der Politischen Universität in der Abteilung für Investitionsprojekte und ein Jahr Leiter der Abteilung für technische Lieferungen in der Firma Kovoslužba.
1991 trat Doleček in den Diplomatischen Dienst des tschechischen Außenministeriums ein und war bis 1998 nacheinander Leiter der technischen Abteilung, Direktor der operativen und technischen Abteilung und Direktor der Abteilung für technische Investitionen. Von Juli 1998 bis April 2000 war Doleček Direktor der Abteilung für Investitionen, von Mai 2000 bis Mai 2001 Direktor der Abteilung für Finanzen und Investitionen und von Mai bis August 2001 in der Konsularabteilung.
Im August 2001 erhielt Doleček seinen ersten Posten im Ausland. Er wurde tschechischer Generalkonsul in Sydney (Australien). Im Juni 2006 kehrte er in das Außenministerium zurück in die Abteilung Asien und Pazifik, bevor er im September 2006 Leiter der Mission des Tschechischen Wirtschafts- und Kulturbüros in Taipeh (Taiwan) wurde. Im Dezember 2009 folgte das Amt des Direktors der Abteilung für Vermögensverwaltung im Außenministerium. Von April 2015 bis Oktober 2019 war Doleček tschechischer Botschafter in Myanmar, von Oktober 2019 bis Oktober 2020 wurde er zum stellvertretenden Außenminister abgeordnet, bis November 2020 war er bei der Visa-Abteilung und bis Januar 2021 in der Abteilung Asien und Pazifik.
Im Februar 2021 wurde Doleček tschechischer Botschafter in Indonesien und zusätzlich im April Botschafter bei den ASEAN. Die Zweikkreditierung für Osttimor übergab Doleček aufgrund der Corona-Pandemie per Videokonferenz am 11. November 2021. Doleček ist außerdem zuständig für Brunei.

## Sonstiges
Doleček spricht neben Tschechisch Englisch und Russisch. Er ist verheiratet und hat ein Kind.